# Cihuacoatl

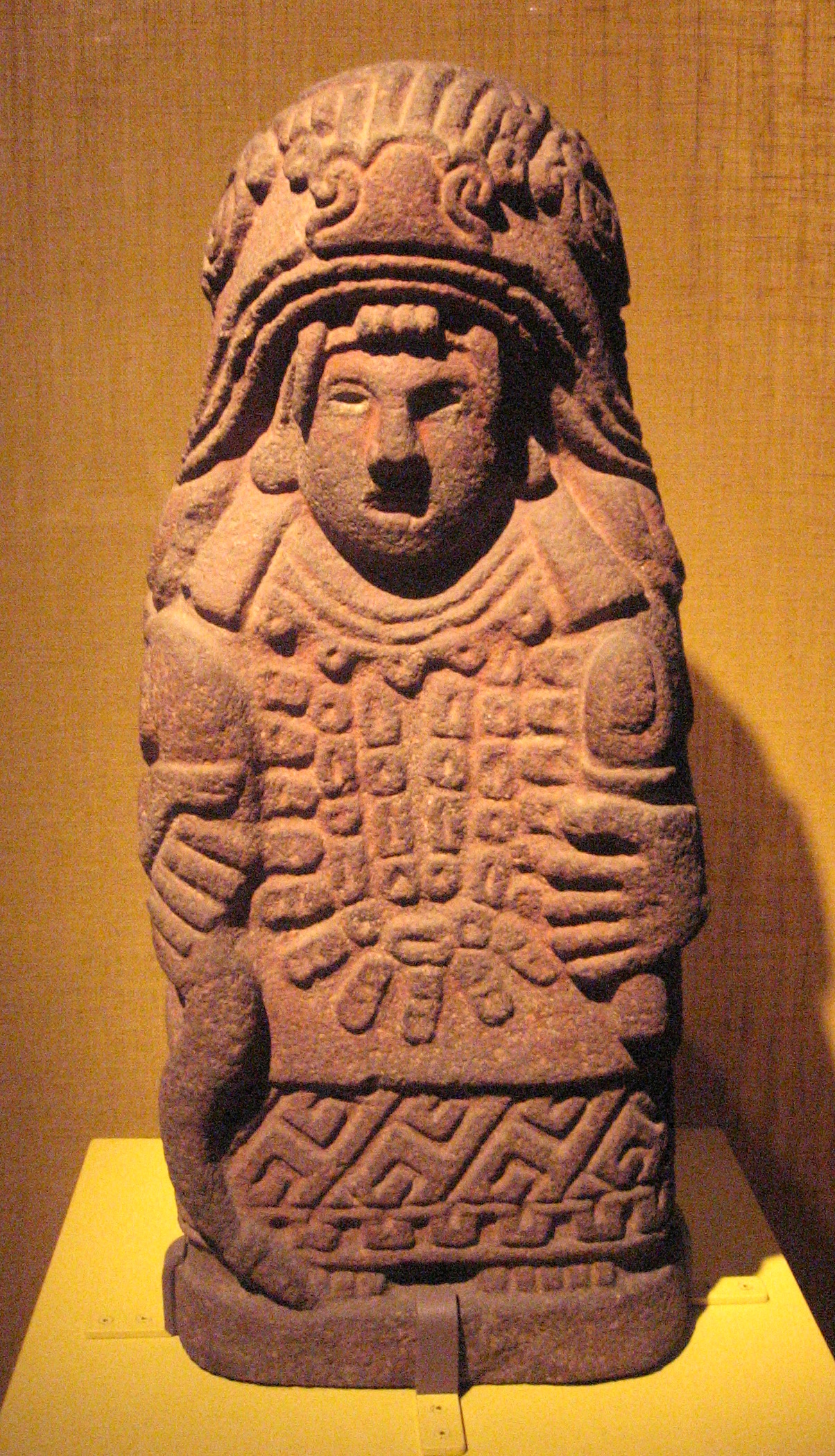
Statua raffigurante Cihuacoatl

Cihuacoatl ("donna serpente"; anche Chihucoatl, Ciucoatl, Cihuacóatl), secondo la mitologia azteca, regnava su Ciuteoteo. Era una dea della fertilità, protettrice delle madri, in particolare delle donne che morivano di parto. Aiutò Quetzalcoatl a dare origine alla attuale fase dell'umanità macinando le ossa delle generazioni umane precedenti e mischiandole con il proprio sangue. È la madre di Mixcoatl; lo abbandonò ad un crocevia e, secondo la tradizione, lei ritornerebbe spesso nello stesso punto a piangere per il figlio perduto ma, al suo posto, trova un coltello sacrificale.
Nella realtà era rappresentata dalla moglie del re sacerdote